# خط کیسی هیگاشی-ناریتا
خط کیسی هیگاشی-ناریتا (به ژاپنی: 京成東成田線, Keisei Higashi Narita-sen) یک خط آهن وابسته به شرکت راه‌آهن کیسی در استان چیبا است.